# Ткабладзе, Константин Евстафьевич
Константин Евстафьевич Ткабладзе (15.09.1910 — 05.11.1980) — командир огневого взвода 1285-го стрелкового полка 60-й стрелковой дивизии 65-й армии Центрального фронта, младший лейтенант, Герой Советского Союза (30 октября 1943 года).

## Биография
Родился 2 сентября 1910 года в селе Кумистави, ныне Цхалтубского района Грузии в крестьянской семье. Грузин. В 1936 году окончил Кутаисский педагогический институт. Работал директором школы в городе Кутаиси.
В Красной Армии с октября 1939 года, призван Кутаисский ГВК, Грузинская ССР. На фронте в Великую Отечественную войну с 26 июня 1941 года. В 1942 году окончил курсы младших лейтенантов.
Командир огневого взвода 1285-го стрелкового полка младший лейтенант Константин Ткабладзе в числе первых 17 октября 1943 года переправился через Днепр в районе посёлка городского типа Радуль Черниговской области УССР. Закрепившись на берегу, младший лейтенант Ткабладзе К. Е. с бойцами вверенного ему взвода разведал огневые точки врага и уничтожил их, чем способствовал переправе других подразделений 1285-го стрелкового полка.
Указом Президиума Верховного Совета СССР, от 30 октября 1943 года, за образцовое выполнение боевых заданий командования и проявленные при этом мужество и героизм младшему лейтенанту Ткабладзе Константину Евстафьевичу присвоено звание Героя Советского Союза с вручением ордена Ленина и медали «Золотая Звезда».
С 5 октября 1944 года К. Е. Ткабладзе — в запасе. Член ВКП(б)/КПСС с 1944 года. Работал заместителем председателя Кутаисского горисполкома, директором учебного комбината Министерства строительства Грузии. Скончался 5 ноября 1980 года.
Награждён орденами Ленина, Отечественной войны 2-й статьи (16 октября 1943 года), медалями.

## Память
- Имя Героя носит улица в Кутаиси.